# Angulopsis
Angulopsis là một chi bướm ngày thuộc họ Lycaenidae.